# Episodi di His Dark Materials - Queste oscure materie (terza stagione)
La terza e ultima stagione della serie televisiva His Dark Materials - Queste oscure materie (His Dark Materials), composta da otto episodi, è stata trasmessa sul canale via cavo statunitense HBO dal 5 al 26 dicembre 2022; mentre nel Regno Unito va in onda su BBC One dal 18 dicembre 2022 ed è stata interamente resa disponibile su BBC iPlayer dallo stesso giorno.
In Italia, la stagione è andata in onda in prima visione sul canale satellitare Sky Atlantic dal 21 dicembre 2022 all'11 gennaio 2023.
| nº | Titolo originale      | Titolo italiano           | Prima TV USA     | Prima TV Italia  |
| -- | --------------------- | ------------------------- | ---------------- | ---------------- |
| 1  | The Enchanted Sleeper | Sfida all'Autorità        | 5 dicembre 2022  | 21 dicembre 2022 |
| 2  | The Break             | La rottura                | 5 dicembre 2022  | 21 dicembre 2022 |
| 3  | The Intention Craft   | La navicella telecinetica | 12 dicembre 2022 | 28 dicembre 2022 |
| 4  | Lyra and Her Death    | Lyra e la sua morte       | 12 dicembre 2022 | 28 dicembre 2022 |
| 5  | No Way Out            | Senza via d'uscita        | 19 dicembre 2022 | 4 gennaio 2023   |
| 6  | The Abyss             | L'abisso                  | 19 dicembre 2022 | 4 gennaio 2023   |
| 7  | The Clouded Mountain  | La montagna annuvolata    | 26 dicembre 2022 | 11 gennaio 2023  |
| 8  | The Botanic Garden    | L'orto botanico           | 26 dicembre 2022 | 11 gennaio 2023  |

## Sfida all'Autorità
- Titolo originale: The Enchanted Sleeper
- Diretto da: Amit Gupta
- Scritto da: Jack Thorne e Amelia Spencer

### Trama
La signora Coulter è tornata nel suo mondo di origine e si è nascosta su un’isola assieme a Lyra per proteggerla dal Magisterium, ormai a conoscenza della profezia. La donna mantiene Lyra addormentata per impedirle di fuggire e ha ottenuto l’aiuto di Ama, una ragazzina sordomuta che la rifornisce di viveri e medicinali, facendole credere di essere in fuga da un incantatore che ha maledetto Lyra. A Ginevra, MacPhail incarica il giovane e ambizioso padre Gomez di uccidere Lyra prima che possa subire la tentazione del Serpente; fra Pavel, tuttavia, non riesce ad ottenere dall’aletiometro del Magisterium la posizione della ragazza e padre Gomez ricorre ad una mosca-spia. Will, intanto, usando la Lama Sottile viaggia da un mondo all’altro in cerca di Lyra e s’imbatte in Balthamos e Baruch, due angeli ribelli che gli chiedono di unirsi a Lord Asriel; Will acconsente solo a patto che gli angeli lo aiutino prima a trovare Lyra, e Balthamos rimane con lui mentre Baruch torna da Lord Asriel per metterlo al corrente. Lord Asriel sta radunando un esercito con i migliori elementi provenienti da tutti i mondi per muovere guerra all’Autorità e convince il valoroso soldato Ogunwe a unirsi a lui dopo averlo salvato dagli agenti del Tempio, la versione del Magisterium esistente nel mondo di Ogunwe. Mentre è priva di sensi, Lyra sogna Roger che invoca il suo aiuto dal mondo dei morti; riuscita a svegliarsi, la ragazza tenta di fuggire, ma è troppo debole e viene raggiunta facilmente dalla signora Coulter. La donna, seppur a malincuore, la narcotizza nuovamente; alla scena assiste di nascosto Ama, che scopre così che la signora Coulter le ha mentito.
- Durata: 54 minuti
- Guest star: Martin Bell (Padre Jerome), Frank Bourke (Fra Pavel), Sean Carlsen (Cittadino), Marged Esli (Anziana), Lauren Grace (Joseph), Sorcha Groundsell (Maddy), Anna Hrubcova (Machi), Catriona James (Soldatessa di Ogunwe), Gabriel Scott (Padre Heyst), Gerald Tyler (Sacerdote anziano).
- Ascolti USA: telespettatori 154 000 – rating 18-49 anni 0,04%[4]
- Ascolti UK: telespettatori 4 599 000[5]

## La rottura
- Titolo originale: The Break
- Diretto da: Amit Gupta
- Scritto da: Jack Thorne e Amelia Spencer

### Trama
Lord Asriel viene informato che il Magisterium è sulle tracce di Lyra, ma non se ne cura; solo Stelmaria, la sua daimon, si accorge che la sua indifferenza è solo apparente. Baruch si scontra con Alarbus, un angelo fedele all’Autorità; Baruch rimane ucciso, mentre Alarbus viene fatto prigioniero da Asriel. Prima di morire, Baruch mette al corrente Lord Asriel dell’esistenza della Lama Sottile e gli rivela che l’Autorità non è altro che un semplice angelo, il primo nato dalla Polvere, che per millenni si è spacciato per divinità creatrice. L'Autorità, inoltre, ha un reggente, Metatron, che ne ha di fatto preso il posto; il suo obiettivo è distruggere la Polvere, fonte del pensiero cosciente e del libero arbitrio, per soggiogare tutti i mondi. Will e Balthamos, grazie ai poteri dell’angelo, rintracciano Lyra nel suo mondo d’origine e Will ottiene l’aiuto di Iorek Byrnison e di Ama. Will, guidato da Ama, si introduce nel rifugio della signora Coulter, ma viene sorpreso dalla donna. La signora Coulter, per nulla allarmata, gli spiega la situazione e il contenuto della profezia; la donna è consapevole della crudeltà che sta commettendo trattenendo Lyra con la forza, ma è disposta a tutto pur di proteggerla e pronta a sopportare il disprezzo della figlia. Il Magisterium scopre il nascondiglio di Lyra e MacPhail invia un contingente comandato da padre Gomez. La signora Coulter chiede a Will di portare via Lyra e lo prega di permetterle di seguirli; al rifiuto di Will, la donna tenta di manipolarlo attraverso il ricordo di Elaine, provocandogli un tale turbamento da rompere la Lama Sottile. Salmakia, una spia gallivespiana di Lord Asriel, stordisce la signora Coulter, permettendo a Will e Lyra di scappare; poco dopo, sull’isola irrompono Lord Asriel e i suoi soldati, che mettono in fuga le truppe del Magisterium. Mary Malone, guidata dall’I’ Ching, arriva nel mondo di Ogunwe. 
- Durata: 57 minuti
- Guest star: Wade Briggs (Arcangelo Alarbus), Lauren Grace (Joseph), Sorcha Groundsell (Maddy), Aisha May Hunte (Soldatessa di Asriel).
- Ascolti USA: non disponibili
- Ascolti UK: telespettatori

## La navicella telecinetica
- Titolo originale: The Intention Craft
- Diretto da: Charles Martin
- Scritto da: Jack Thorne

### Trama
Lyra continua a sognare Roger e vorrebbe andare nella terra dei morti per aiutarlo; ciò causa una discussione con Will, che intende invece onorare la promessa fatta al padre di unirsi alla guerra contro l’Autorità, ma alla fine i due ragazzi si chiariscono e Will accetta di seguirla una volta riparata la Lama Sottile. Lord Asriel ha catturato la signora Coulter per avere informazioni sulla Lama Sottile; la donna, sapendo che il coltello è l’unico motivo per cui Asriel vuole proteggere Will e di conseguenza Lyra, gli nasconde di aver causato la rottura dell’arma. Salmakia, tuttavia, si trova ancora con Will e Lyra e non tarda a scoprire la verità e a riferirla a Lord Asriel, il quale perde così interesse nel ritrovare la figlia e riprende a concentrarsi sulla guerra. La signora Coulter è indignata e Asriel, per farle comprendere le sue ragioni, le fa incontrare Alarbus come prova di tutte le menzogne dell’Autorità; in segno di sfida, inoltre, Asriel uccide Alarbus e ne invia i resti a Metatron. La signora Coulter ruba una navicella telecinetica ideata da Asriel che permette di viaggiare tra i mondi con l’intenzione di recarsi a Ginevra e impedire una volta per tutte al Magisterium di perseguitare Lyra; Lord Asriel decide di sfruttare la cosa a proprio vantaggio e le permette di scappare, mettendole tuttavia alle calcagna un’altra spia gallivespiana, Roke. Con l’aiuto di Iorek Byrnison, Lyra e Will riescono a riparare la Lama Sottile e si recano nella terra dei morti. Mary Malone, intanto, prosegue il suo viaggio attraverso i mondi.
- Durata: 55 minuti
- Guest star: Wade Briggs (Arcangelo Alarbus), Lauren Grace (Joseph), Sorcha Groundsell (Maddy), Benjamin Pearl (Agente).
- Ascolti USA: telespettatori 132 000 – rating 18-49 anni 0,03%[6]
- Ascolti UK: telespettatori

## Lyra e la sua morte
- Titolo originale: Lyra and Her Death
- Diretto da: Charles Martin
- Scritto da: Jack Thorne

### Trama
Nel mondo dei morti, Lyra e Will si ritrovano in una sorta di sala d’aspetto dove saranno costretti ad attendere il momento del trapasso, quando verranno prelevati dalla loro “morte” e potranno essere traghettati nell’aldilà. Consigliata da alcune anime in attesa, Lyra evoca la propria morte e ottiene di essere condotta fino al traghetto assieme a Will; il traghettatore, tuttavia, le impone di lasciare indietro Pantalaimon, poiché i daimon rappresentano il collegamento con la vita e non è loro concesso di recarsi nell’aldilà. Pur con immenso dolore, Lyra obbedisce e lei e Will raggiungono l’oltretomba. A Ginevra, la signora Coulter riesce a riguadagnare la fiducia di MacPhail e cerca di scoprire le sue prossime mosse. La donna si allea con Roke e scopre che il Magisterium ha messo a punto una bomba con cui annientare Lyra; per trovarla, MacPhail intende programmarla usando una ciocca dei capelli di Lyra conservata dalla signora Coulter e la fa rubare da padre Gomez. La signora Coulter, aiutata da Roke, la recupera e la distrugge, neutralizzando la bomba, ma così facendo si tradisce e viene arrestata. MacPhail, a questo punto, rivela di avere ancora alcuni capelli da poter usare per l’ordigno e progetta di innescarlo intercidendo la signora Coulter; la donna viene imprigionata, in attesa del suo destino. Mary Malone arriva alla sua destinazione finale, un mondo edenico popolato da quadrupedi senzienti, i Mulefa.
- Durata: 56 minuti
- Guest star: Naomi Battrick (Morte di Lyra), Martin Bell (Padre Jerome), Souad Faress (Larissa), Mark Holden (Funzionario della dogana Alexander), Gerard Horan (Burocrate Nemo), Jamie Kenna (Peter), Peter Wight (Traghettatore).
- Ascolti USA: non disponibili
- Ascolti UK: telespettatori

## Senza via d'uscita
- Titolo originale: No Way Out
- Diretto da: Weronika Tofilska
- Scritto da: Amelia Spencer

### Trama
Giunti nell’aldilà, Lyra e Will si trovano innanzi uno spettacolo desolante: le anime, senza alcuna distinzione tra buoni e cattivi, sono condannate a vagare in una landa buia, senza poter trovare pace e costantemente tormentate dalle arpie. I ragazzi trovano Roger, John Parry e Lee Scoresby e promettono a loro e alle altre anime di liberarli; Will aprirà un varco su un altro mondo per permettere ai morti di fuggire, ma per far funzionare la Lama Sottile dovranno raggiungere il punto più alto dell’aldilà. Per convincere i morti a seguirli, Lyra e Roger raccontano la loro vita al Jordan College, facendo ricordare ai defunti le sensazioni provate in vita; una delle arpie rimane a sua volta affascinata dalle loro storie e consente a Lyra e Will di portare via i defunti in cambio della possibilità di udire altri racconti. Mary stringe amicizia con una giovane Mulefa di nome Atal, che le spiega che la Polvere sta sparendo e Mary è stata condotta fin lì per trovare una soluzione. Usando dei mezzi di fortuna, Mary realizza una lente che le permette di vedere la Polvere e scopre che essa sta lasciando il mondo come se venisse risucchiata da qualcosa. A Ginevra, padre Gomez ottiene da MacPhail il permesso di andare in cerca del Serpente per eliminarlo prima che possa tentare Lyra. MacPhail uccide Roke e si appresta ad intercidere la signora Coulter per attivare la bomba; la signora Coulter riesce ad opporsi, ma Metatron interviene e intercide lo stesso MacPhail, uccidendolo e causando l’attivazione dell’ordigno. La bomba raggiunge l’aldilà ed esplode, squarciando la realtà.
- Durata: 55 minuti
- Guest star: Wade Briggs (Arcangelo Alarbus), Sophie Brooke (Sally da fantasma), Sienna Collins (Olivia da fantasma), Agnes Evans (Maya da fantasma), Annabel Hill (Alice da fantasma), Ellie-Mae Siame (Sophia da fantasma), Jake Siame (Simon da fantasma), Joe Wandera (Lewis da fantasma), Flip Webster (Hannah da fantasma), Peter Wight (Traghettatore), Alfie Williams (Theo da fantasma).
- Ascolti USA: telespettatori 162 000 – rating 18-49 anni 0,03%[7]
- Ascolti UK: telespettatori

## L'abisso
- Titolo originale: The Abyss
- Diretto da: Amit Gupta
- Scritto da: Francesca Gardiner

### Trama
L’esplosione della bomba ha lacerato i mondi, generando abissi senza fondo nei quali la Polvere viene risucchiata e dispersa; Metatron, infatti, sta rimuovendo la Polvere da tutti i mondi, spiegando quanto sta accadendo nel mondo dei Mulefa, e si è servito della bomba per accelerare il processo. La signora Coulter si rivolge a fra Pavel per consultare l’aletiometro e sapere cosa ne è stato di Lyra; la ragazza è in effetti sopravvissuta, ma poiché si trova nell’aldilà, fra Pavel fraintende il responso dell’aletiometro e riferisce che Lyra è morta. Un abisso si è aperto anche fuori dall’accampamento di Lord Asriel; durante una perlustrazione, il daimon di Ruta Skadi viene risucchiato nel baratro, portando di conseguenza alla morte di Ruta. Lord Asriel capisce che ciò è accaduto perché i daimon sono fatti di Polvere, proprio come gli angeli, e pianifica perciò di distruggere Metatron gettandolo nell’abisso. Serafina Pekkala percepisce la morte di Ruta e si scaglia contro Lord Asriel per la sua arroganza, che sta portando alla rovina tutti i mondi; anche la signora Coulter, rientrata all’accampamento, lo accusa di aver provocato la morte di Lyra. Il dolore della signora Coulter per Lyra è tale da lacerarla e portare lo scimmiotto dorato a separarsi volontariamente da lei; lo scimmiotto incarna infatti la parte emotiva di Marisa, che la donna ha sempre cercato di reprimere, e in un toccante confronto con il suo daimon la signora Coulter fa pace con se stessa, accettando che il suo affetto per Lyra ha saputo cambiarla e tirare fuori la parte migliore di lei. Lord Asriel viene a sapere da Iorek Byrnison che Lyra è ancora viva e convince la signora Coulter a collaborare per aiutare la figlia a compiere il suo destino. Nell’aldilà, Lyra e Will aprono una finestra sul mondo dei Mulefa, permettendo alle anime di entrarvi e dissolversi; in questo modo, i defunti saranno liberi dall’oppressione di Metatron e diverranno materia per formare nuova Polvere che alimenterà i mondi, permettendo alla vita cosciente di prosperare. Con ciò, Lyra ha sconfitto la morte e fatto trionfare il libero arbitrio, adempiendo alla prima parte della profezia; Metatron percepisce l'accaduto e, furibondo, si prepara alla vendetta.
- Durata: 57 minuti
- Guest star: Frank Bourke (Fra Pavel), Annabel Hill (Alice da fantasma), Flip Webster (Hannah da fantasma).
- Ascolti USA: non disponibili
- Ascolti UK: telespettatori

## La montagna annuvolata
- Titolo originale: The Clouded Mountain
- Diretto da: Amit Gupta
- Scritto da: Francesca Gardiner

### Trama
Xafania, un angelo ribelle, informa Lord Asriel che Lyra e Will hanno adempiuto alla prima parte della profezia. I due ragazzi dovranno ora sottoporsi alla tentazione del Serpente, ma prima dovranno riunirsi ai loro daimon; fino ad allora, saranno vulnerabili alla minaccia di Metatron, che vorrà eliminarli per impedire l'avverarsi della profezia. Metatron e il suo esercito si apprestano allo scontro finale con i ribelli di Lord Asriel. Poco prima della battaglia, Asriel confida alla signora Coulter di avere intenzione di sacrificarsi per spingere Metatron nell'abisso, così da espiare per i danni che ha provocato ai mondi e dare modo a Lyra di compiere la profezia; l'uomo ha infatti compreso di non essere mai stato lui il predestinato a cambiare le cose e vuole compiere almeno un gesto di affetto nei confronti di Lyra, verso la quale aveva represso ogni sentimento pur di perseverare nella propria impresa. Inizia lo scontro finale, e nel frattempo Lyra e Will escono dal mondo dei morti; Serafina Pekkala percepisce il loro arrivo e rintraccia Pantalaimon e il daimon di Will, che ha assunto ora forma fisica, mentre Ogunwe e i suoi uomini portano Lyra e Will all'accampamento. I ragazzi si riuniscono ai daimon e li mandano nel mondo dei Mulefa per tenerli al sicuro. Metatron invita la signora Coulter e Lord Asriel nella propria fortezza; la signora Coulter manipola Metatron, riuscendo a fargli abbassare la guardia, e assieme ad Asriel lo trascina nell'abisso, morendo insieme a lui. Lo scimmiotto dorato della signora Coulter attiva una bomba sotto la fortezza di Metatron, distruggendola, dopodiché raggiunge Lyra prima di dissolversi; Lyra, toccata, comprende che i genitori si sono sacrificati per lei. Mentre le forze di Asriel festeggiano la vittoria, Lyra e Will scoprono la prigione di cristallo dell'Autorità, caduta dalla fortezza quando la bomba è stata attivata. Will la apre con la Lama Sottile e l'Autorità, ormai anziana e decrepita, muore all'istante. 
- Durata: 48 minuti
- Guest star: Robert Boulter (Lucas), Anna Hrubcova (Machi), Catriona James (Soldatessa di Ogunwe), Francis Lovehall (Samuel).
- Ascolti USA: non disponibili
- Ascolti UK: telespettatori

## L'orto botanico
- Titolo originale: The Botanic Garden
- Diretto da: Harry Wootliff
- Scritto da: Francesca Gardiner

### Trama
Lyra e Will si recano nel mondo dei Mulefa per riunirsi ai loro daimon; padre Gomez li insegue per eliminarli, ma viene ucciso da Balthamos. I ragazzi incontrano Mary, che spiega loro la vera natura della Polvere e che nei vari mondi, nonostante le azioni di Lyra e Will, continua a non essercene abbastanza: qualcosa continua a farla disperdere. Mary racconta loro di essere stata una suora e di come l’incontro con una persona speciale la spinse a lasciare il velo per essere libera di perseguire amore e conoscenza; ascoltandola, Lyra e Will realizzano di essersi innamorati e la loro presa di coscienza attira nuova Polvere. La profezia si è così avverata: Lyra e Will erano i nuovi Adamo ed Eva e il mondo dei Mulefa era il giardino dell’Eden in cui hanno subito la tentazione del Serpente, incarnato da Mary, e acquisito il dono della consapevolezza, rappresentato dalla Polvere. Ora che Lyra e Will hanno scoperto l’amore, Pantalaimon e il daimon di Will, battezzato Kirjava da Serafina Pekkala, assumono la loro forma definitiva: una martora per Pantalaimon e un gatto per Kirjava. I ragazzi riescono a riunirsi a loro, ma vengono informati da Xafania che ciò che fa disperdere la Polvere e genera gli Spettri sono le finestre tra i mondi aperti dalla Lama Sottile; i varchi dovranno perciò essere sigillati. Soltanto uno potrà restare aperto e Lyra e Will decidono per quello nel mondo dei morti, anche se ciò li costringerà a separarsi poiché non è possibile vivere stabilmente in un mondo diverso dal proprio; Lyra cerca una soluzione con l’aletiometro, ma scopre di non essere più in grado di leggerlo perché è ormai troppo maturata. Dopo un addio straziante, i due ragazzi tornano nei rispettivi mondi e Will spezza la Lama Sottile per evitare che essa causi altri danni; quanto a Mary, fa ritorno nella sua Oxford assieme a Will dopo aver avuto la possibilità, grazie a Serafina Pekkala, di intravedere il proprio daimon. L’episodio si chiude con la rivelazione che Lyra e Will hanno continuato a recarsi ogni anno, nel giorno del solstizio d’estate, all’orto botanico di Oxford nelle rispettive realtà, come avevano promesso di fare prima di separarsi; Will è successivamente diventato un medico, mentre Lyra, diventata una studentessa diligente, ha imparato di nuovo a leggere l’aletiometro.
- Durata: 57 minuti
- Guest star: Val Adams (Josephine), Nina Sosanya (Elaine Parry).
- Ascolti USA: non disponibili
- Ascolti UK: telespettatori